# Sylligma
Sylligma Simon, 1895 è un genere di ragni appartenente alla famiglia Thomisidae.

## Distribuzione
Le sette specie note di questo genere sono state rinvenute in Africa centrale e meridionale: la specie dall'areale più vasto è la S. franki, reperita in alcune località del Congo, del Mozambico, del Ruanda e dell'Uganda

## Tassonomia
Considerato sinonimo anteriore di Platypyresthesis Simon, 1903, a seguito di un lavoro di Lehtinen (2005a).
Non sono stati esaminati esemplari di questo genere dal 2011.
A gennaio 2015, si compone di sette specie:
- Sylligma cribrata (Simon, 1901) — Etiopia
- Sylligma franki Lewis & Dippenaar-Schoeman, 2011 — Congo, Mozambico, Ruanda, Uganda
- Sylligma hirsuta Simon, 1895[2] — Gabon, Congo, Ruanda, Namibia
- Sylligma lawrencei Millot, 1942 — Guinea, Congo, Gabon, Nigeria
- Sylligma ndumi Lewis & Dippenaar-Schoeman, 2011 — Botswana, Sudafrica
- Sylligma spartica Lewis & Dippenaar-Schoeman, 2011 — Congo
- Sylligma theresa Lewis & Dippenaar-Schoeman, 2011 — Nigeria, Ruanda, Kenya